# Big Foot (canción de Nicki Minaj)
«Big Foot» es una canción estilo diss track de la rapera Nicki Minaj . Fue lanzado el 29 de enero de 2024 a través de Republic Records. La canción es una respuesta al sencillo «Hiss» de Megan Thee Stallion lanzado tres días antes, que contenía una letra que Minaj había interpretado como dirigida a su esposo Kenneth Petty. El título es una burla del tiroteo de 2020 en el que el rapero canadiense Tory Lanez disparó a Megan Thee Stallion en el pie.
«Big Foot» fue criticado por críticos profesionales y fanes por la mala calidad de la producción y la letra. Luego de un fuerte debut el primer día, la canción experimentó una rápida disminución en las reproducciones y finalmente debutó en el puesto 23 en el Billboard Hot 100 y en el número 36 en el Billboard Global 200. Minaj recibió críticas por sus insultos contra Megan Thee Stallion de mal gusto, así como por su asociación con el comentarista político conservador Ben Shapiro durante la promoción de la canción.

## Antecedentes y lanzamiento

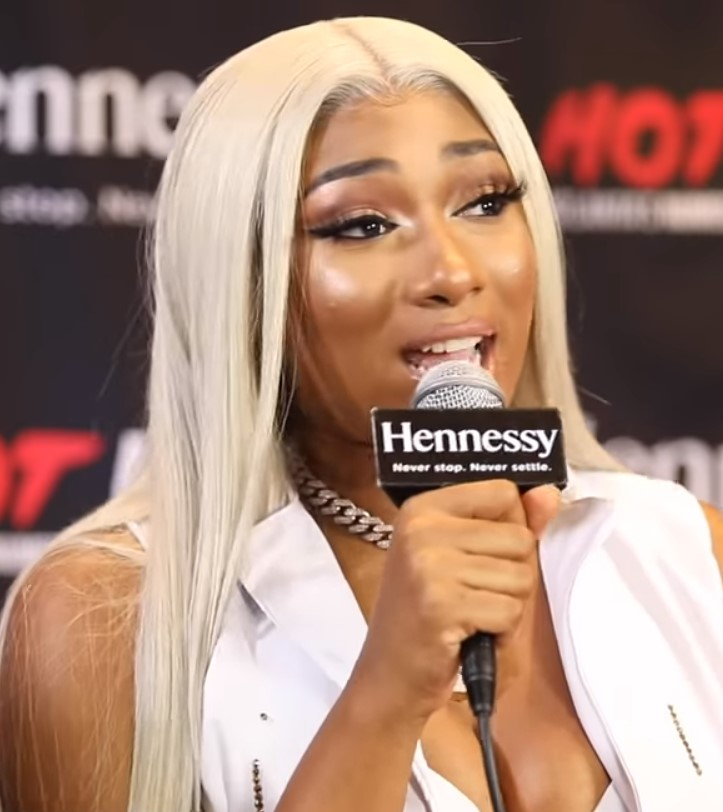
En respuesta a la canción «Hiss» de Megan Thee Stallion, Minaj la insulta por el tiroteo que sufrió, su difunta madre y su apariencia en «Big Foot».

Aunque habían colaborado en el sencillo de 2019 «Hot Girl Summer», la relación de Nicki Minaj y Megan Thee Stallion supuestamente se enfrió después de que Megan, en su sencillo de 2020 «WAP», colaboró con la rapera estadounidense Cardi B, con quien Minaj tiene una rivalidad. En los años siguientes, según los informes, Minaj continuó lanzando insultos subliminales hacia Megan. Uno de ellos incluía una línea en su sencillo de Minaj de 2023 «Red Ruby da Sleeze»: «I don't fuck with horses since Christopher Reeves» («No jodo con caballos desde Christopher Reeves»), que si bien a simple hacía referencia a que Reeve quedó paraplégico tras un accidente de caballo, se consideró que en realidad estaba haciendo referencia al «Stallion» («semental») en el nombre artístico de Megan.
El 26 de enero de 2024, Megan lanzó el sencillo «Hiss», en el que rapeaba: «These hoes don't be mad at Megan/These hoes mad at Megan's Law» («Estas zorras no se enojan con Megan/Estas zorras están enojadas con la ley Megan»), una referencia a la ley que exige que los delincuentes sexuales proporcionen su información personal a las agencias policiales locales para ser registrados. Nicki Minaj interpretó que la línea estaba dirigida a ella y a su esposo, Kenneth Petty, quien es un delincuente sexual registrado. Después del lanzamiento de «Hiss», Minaj recurrió a Instagram Live para obtener una vista previa de su propia canción, una diss track dirigida a Megan, rapeando «Bad bitch, she like 6 foot, I call her Bigfoot/The bitch fell off, I said 'Get up on your good foot» («Mala perra, a ella le gustan los de 6 pies, la llamo Pie Grande/La perra se cayó, ledije 'Levántate con el pie sano'», haciendo referencia al tiroteo de Megan en 2020 por parte de Tory Lanez.
En los días posteriores al lanzamiento de la canción, Minaj continuó hablando de Megan en Instagram Live y Twitter, burlándose de su tiroteo por parte de Lanez, burlándose de su rap flow y acusándola de ser una «mentirosa patológica y manipuladora» y un «fracaso». Minaj se dirigió además a Megan con las palabras: «Mencionas té de 30 años cuando este hombre tenía 15 años. Mencionas té de 30 años porque ningún hombre te amará jamás, y mientes sobre tu madre muerta», en referencia a la madre de Megan, que murió de cáncer cerebral en marzo de 2019. En Twitter, continuó adelantando la letra de su tema de distorsión, compartiendo la letra «Megan's Law. Para un ritmo libre, puedes golpear a #MeganRAW».
Minaj anunció oficialmente la canción «Big Foot» en Twitter con una fecha de lanzamiento del 28 de enero a las 6 p. m., hora estándar del este. En la publicación del anuncio, incluyó una foto de la portada del sencillo y de Megan Thee Stallion. Sin embargo, Minaj luego afirmó que la canción no es una diss track. Insinuó que Megan intentó evitar que saliera la canción a pesar de que «ni siquiera había escuchado la canción». Minaj tuiteó: «Ha estado [lista] durante 2 días. Solo intentaba ser genial y dejarla recibir pequeñas transmisiones. No iba a decir nada. Pero recuerda cómo todos mantuvieron mi nombre en la boca y cómo dije que la siguiente persona que mencionara mi familia se iba a arrepentir. Por cierto, ni siquiera han escuchado la canción. ¿Quién dijo que es siquiera un 'diss'?». Minaj anunció que la canción se retrasó aún más por otras seis horas, antes de que finalmente fuera lanzada el 29 de enero a la medianoche.

## Composición
En la canción, además de la letra de «Get up on your good foot» («Levántate con tu pie sano»), previamente adelantada en un tuit, Minaj continúa afirmando que Megan mintió acerca de recibir un disparo, alude a la difunta madre de Megan e insulta el flujo de rap de Megan. La canción termina con una sección de palabras habladas de un minuto de duración en la que Minaj advierte que tiene «mucho té» y una «segunda entrega» aún por llegar. Los críticos han caracterizado abrumadoramente «Big Foot» como una diss track sobre Megan.

## Recepción

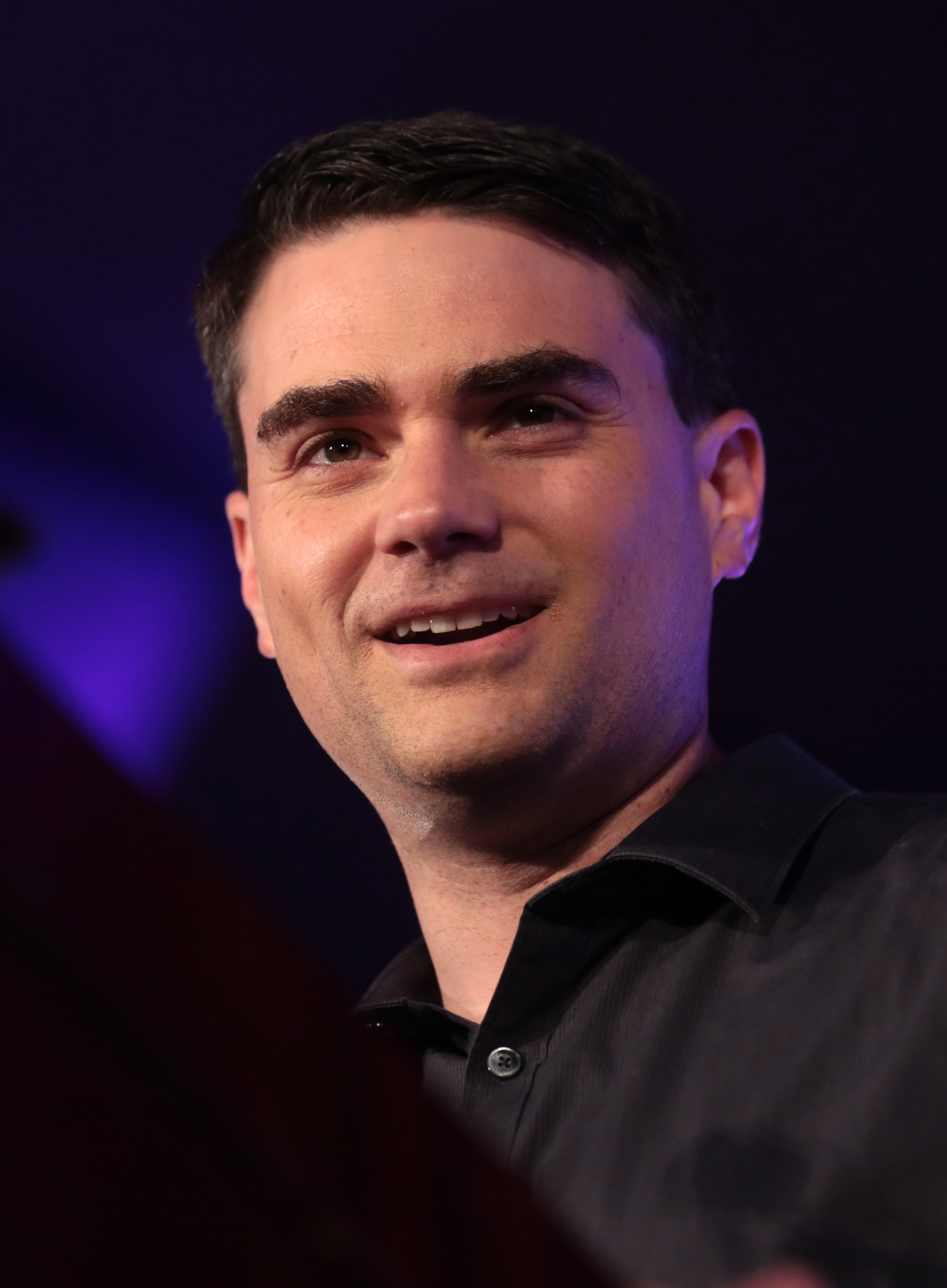
El comentarista político conservador Ben Shapiro elogió «Big Foot» mientras competía con su canción «Facts» en las listas de iTunes.

«Big Foot» recibió una recepción negativa por parte de críticos y fanáticos, quienes criticaron la producción, el flujo del rap y los insultos a Megan por falta de calidad. Robin Murray de Clash consideró la canción un error y un aburrimiento, y escribió que «se deleita con lo obvio, no revela nada nuevo y se regocija con los golpes bajos». Escribiendo para Rolling Stone, Larisha Paul describió la canción como una regurgitación de publicaciones anteriores y la criticó por presentar «letras caóticas que son como si Dr. Seuss conociera a los villanos Disney y tiene esquemas de rima en lugar del carisma registrado por el que alguna vez fue conocida». Peter Barry de Complex también encontró que la canción estaba «construida perezosamente» con versos de rap que eran «pareados suaves y tonalmente casuales» con «estructuras de remate obsoletas y puntos de conversación genéricos», y desaprobó que Minaj dejara de rapear a mitad de la canción para dar lugar a una «perorata murmurada». Taiyler Mitchell de HuffPost declaró que la canción era un fracaso y condenó a Minaj por tildar de prostituta a Megan, especialmente cuando ambas artistas han rapeado con orgullo sobre tener relaciones sexuales.
El comentarista político conservador estadounidense Ben Shapiro y Minaj elogiaron las canciones del otro mientras la colaboración de Shapiro con el rapero canadiense Tom MacDonald, «Facts», competía con «Big Foot» en la lista de ventas de iTunes de Estados Unidos. Minaj tuiteó sus felicitaciones a Shapiro porque su canción alcanzó el número uno en la lista de iTunes y la calificó de «nada mal», y luego respaldó la canción en un tuit que decía: «Espera hasta que 'despierten' y escuchen lo que Ben Shapiro está diciendo en #Facts». Shapiro también elogió a Minaj y su canción, llamándola la «Reina del Rap» y afirmando que es «genial unirme a usted en la cima de las listas de rap de iTunes». También tuiteó en apoyo de Minaj en su enemistad con Megan Thee Stallion, afirmando que Minaj tenía razón al insultar el flujo de rap de Megan en «Big Foot». El respaldo de Minaj a Shapiro fue criticado por fanáticos y críticos; Grant St. Clair supuso que la asociación del dúo era un «parentesco criticado» debido a la recepción crítica negativa hacia «Big Foot» y «Facts».

## Desempeño comercial
Tras su lanzamiento, «Big Foot» batió récords del primer día como el mayor debut de rap femenino en solitario en la historia de Apple Music y el mayor debut de rap femenino en solitario en YouTube en 2024. La canción comenzó con un debut de 4,1 millones de reproducciones, mientras que «Hiss» aumentó a 3,8 millones de reproducciones. Sin embargo, el miércoles, «Big Foot» estaba detrás de «Hiss» en la mayoría de las métricas en tiempo real, ubicándose en el número dos en las listas de streaming diarias de Apple Music en EE. UU. y unos veinte lugares más abajo en las listas de Spotify, mientras que en la lista de iTunes se ubicó en el número cuatro con muchas otras versiones entre los 25 primeros. Si bien las transmisiones de «Hiss» se mantuvieron altas durante la semana, las de «Big Foot» disminuyeron rápidamente, y la canción solo logró 1,1 millones de reproducciones en el último día de la semana de seguimiento. La pista finalmente debutó en el puesto 23 del Billboard Hot 100. La canción también debutó en el puesto 36 del Billboard Global 200, mientras que no logró entrar en el Billboard Global Excl. US.

## Listado de pistas
- Transmisión/descarga digital [40]

1. «Big Foot» - 4:22
2. «Big Foot» (a capela) - 4:22

- Descarga digital – versión rap [41]

1. «Big Foot» (versión rap) - 2:30
2. «Big Foot» (versión rap; a capela) - 2:30

## Historial de lanzamientos
| Región | Fecha               | Formato                     | Versión                             | Sello                 | Ref.   |
| ------ | ------------------- | --------------------------- | ----------------------------------- | --------------------- | ------ |
| Varios | 29 de enero de 2024 | Descarga digital, streaming | Original, a capela                  | Young Money, Republic | [ 40 ] |
| Varios | 30 de enero de 2024 | Descarga digital            | Versión rap, versión rap a cappella | Young Money, Republic | [ 41 ] |